# 東北音頭
「東北音頭」（とうほくおんど）は、フランク永井の楽曲。小田島憲が作詞とサトウハチローが補作詞を、吉田正が作曲を手掛けた。オリジナルは、立川澄人の「東北開発の歌 われらのちから」との両A面シングルとして1966年にビクターから発売された。
後に2代目鈴木正夫が歌い2005年1月10日に藤みち子・武花千草の「夢来舞」との両A面シングルとしてビクターから12cmCD（VZMG-10006）とカセットテープ（VZSG-10260）が、橋幸夫の177枚目のシングルとして2011年9月21日にビクターから12cmCD（VICL-36664）とカセットテープ（VISL-36664）がそれぞれ発売された。

## 音楽性
「東北音頭」は、1965年（昭和40年）、河北新報社が東北地方の振興を目的に歌詞を一般公募し、これをサトウハチローが補作し、吉田正が作曲して作られたもので、翌年4月に、フランク永井の歌唱で発売された（SV-399）ものである。フランク永井は東北出身（宮城県）であった。地元の夏祭りでは盛んに踊られていたが、2005年に日本伝統文化振興財団の「2005年度全国総踊り曲」として同じく東北出身（福島県）の2代目鈴木正夫が吹き込み発売し、東日本大震災後、東北の復興を願って橋幸夫が新たに吹き込み発売した。
橋は、「いま、フランク先輩が生きていればこの歌を絶対に歌っていたはず。先輩の思いも込めて僕が歌いたかった」と語っている。橋とフランク永井は、共に吉田正の門下生で、橋は後輩にあたる。橋のデビュー当時、橋のあまりの人気に、フランク永井が煙たがったが、その後は仲が良かった。
「高度経済成長で、日本に夢と希望があふれていたころの昭和40年代。そのころ流行った吉田メロディーを感じることができる力強い1曲」とも語っている。なお、リバイバルにあたって、橋は「音頭踊るは命の息吹」「ゆめと希望の花咲かせ」と復興への願いを込め6番の歌詞を追作詞しいる。
楽曲の振付は、ビクター民謡・舞踊連盟で、イラストでの解説がついている。

## シングルリリース
橋幸夫版シングルのジャケットのイラストは漫画家の工藤恒美、題字は橋本人の筆。2曲目「鶴」は、椎名透明作詞で佐々木博史の作曲による。椎名とは『盆ダンス』の2曲目「優駿の風」、3曲目「テムジン〜蒼き狼伝説〜」、『生きて悔いなし』の2曲目「旅の支度」についで4回目。佐々木博史とは初共演となる

## 収録曲
フランク永井版
1. 東北開発の歌 われらのちから　歌：立川澄人
作詞：斎光雄、補作詞：サトウハチロー、作曲：吉田正
2. 東北音頭
作詞：小田島憲、補作詞：サトウハチロー、作曲：吉田正

2代目鈴木正夫版
1. 夢来舞（ゆめらいぶ）　歌：藤みち子、武花千草
作詞：たかはらゆたか、作曲・編曲：坂下滉
2. 東北音頭
作詞：小田島憲、補作詞：サトウハチロー、作曲：吉田正、編曲：坂下滉

橋幸夫版
1. 東北音頭
作詞：小田島憲、補作詞：サトウハチロー、作曲：吉田正、編曲：坂下滉
2. 鶴
作詞：椎名透明、作、編曲：佐々木博史

## 収録アルバム
フランク永井版
- アルバム『ファンが選んだ吉田メロディー』（2011年10月19日発売、VICL-63796）に収録されている。

橋幸夫版
| 曲名     | 収録作品名            | 発売日        |
| -------- | --------------------- | ------------- |
| 東北音頭 | 『橋幸夫 ザ・ベスト』 | 2012年7月25日 |

このほか『橋幸夫ベスト100+カラオケ15』（CD-BOX 5+1枚組） [2015/10/28発売]Disc1に収録されている。